# Heinrichite
L'heinrichite est un minéral radioactif, un arséniate d'uranyle et de baryum hydraté, qui appartient au groupe de l'autunite. C'est l'analogue arséniate de l'uranocircite.
Elle a été découverte en 1958 dans la mine White King, Oregon, États-Unis, et a été nommée ainsi en l'honneur du minéralogiste Eberhardt William Heinrich (1918-1991) de l'université du Michigan.